# Ectobius intermedius
Ectobius intermedius är en kackerlacksart som beskrevs av Failla och Andre Messina 1981. Ectobius intermedius ingår i släktet Ectobius och familjen småkackerlackor. Inga underarter finns listade i Catalogue of Life.